# Барическая ложбина

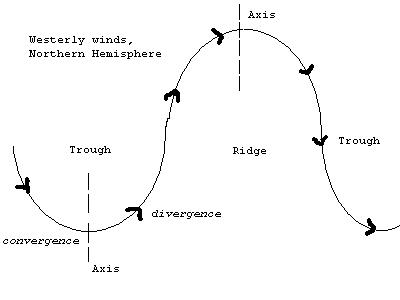
Графическое представление чередующихся областей низкого и высокого давления в области превалирующих западных ветров северного полушария между 30—60°с. ш.

Барическая ложбина — вытянутые области относительно низкого атмосферного давления, в некоторых случаях связанные с атмосферными фронтами. Противоположные стороны барических ложбин характеризуются поворотом направления ветра, что может быть отмечено наблюдателем на поверхности при их прохождении. Синоптические области низкого давления с отсутствием поворота ветра называются барическими седловинами, последние обычно связаны с теми или иными гористыми регионами.

## Общие сведения
В тропиках и субтропиках атмосферные фронты, такие как тропические волны, обычно характеризуются ме́ньшей конвективной тропосферной активностью по сравнению с барическими ложбинами. В некоторых случаях столкнувшиеся атмосферные фронты вырождаются в ложбины. В окрестностях барических ложбин часто развиваются конвективные ячейки, которые в низких широтах могут развиться в тропические циклоны. Некоторые тропические и субтропические регионы, такие как Филиппины и южный Китай, в значительной степени подвержены воздействию конвективных зон, которые образуются вдоль барических ложбин.
В случае барических ложбин средних широт, между двумя её сторонами может отмечаться разница температур и с ней может быть связан атмосферный фронт. При западных антипассатах средних широт, ложбины и гребни часто следуют друг за другом, особенно в случае наличия сильного ветра на большой высоте. В последнем случае область к западу от оси ложбины характеризуется сходящимися ветрами и опусканием воздуха из верхних слоев атмосферы, что формирует преследующий гребень высокого давления, в то время как в области к востоку от оси ложбины отмечаются расходящиеся ветра, которые образуют данную область низкого давления.

## Обозначение на синоптических картах
В отличие от фронтов, для барических ложбин на синоптических картах не существует единого обозначения — в США принято обозначение штриховой линией, в Великобритании, Гонконге, Фиджи принято обозначение выделенной жирным линией, которая направлена из центра области низкого давления или между двумя центрами областей низкого давления, в Макао и Австралии принято обозначение пунктирной линией. Если ложбина не отмечена на карте, то она может быть определена по области изобар, вытянутых от области низкого давления.